# Cynomops planirostris
Cynomops planirostris (Peters, 1865) è un pipistrello della famiglia dei Molossidi diffuso in America centrale e meridionale.

## Descrizione

### Dimensioni
Pipistrello di piccole dimensioni, con la lunghezza della testa e del corpo tra 50 e 66 mm, la lunghezza dell'avambraccio tra 31 e 36 mm, la lunghezza della coda tra 22 e 30 mm, la lunghezza del piede tra 5 e 10 mm, la lunghezza delle orecchie tra 13 e 17 mm e un peso fino a 17 g.

### Aspetto
La pelliccia è corta e vellutata. Una zona ricoperta densamente di peli dello stesso colore delle membrane alari è presente tra l'estremità dell'avambraccio, il polso e il quarto dito. Le parti dorsali sono marroni o bruno-rossastre con la base dei peli più chiara, mentre le parti ventrali sono marroni lungo i fianchi e bianche o giallastre sulla gola e al centro del petto e dell'addome. Il muso è largo, elevato e piatto sul dorso, privo di pieghe cutanee sulle labbra e con il mento largo e dal profilo arrotondato. Le orecchie sono corte, triangolari, con l'estremità arrotondata, ben separate tra loro e con il margine anteriore ripiegato in avanti. Il trago è corto, triangolare e con la base larga, nascosto dietro l'antitrago, il quale  è grande e squadrato, con gli angoli arrotondati. Le membrane alari sono marroni scure e attaccate posteriormente sulla tibia poco sopra le caviglie. La coda è lunga e tozza e si estende per più della metà oltre l'ampio uropatagio.

## Biologia

### Comportamento
Si rifugia solitariamente o in gruppi di diverse centinaia di individui all'interno di case, grotte e cavità degli alberi.

### Alimentazione
Si nutre di insetti volanti catturati sopra specchi d'acqua.

## Distribuzione e habitat
Questa specie è diffusa a Panama, Colombia, Venezuela, Guyana, Suriname, Guyana francese; Ecuador, Perù e Bolivia orientali, stati brasiliani dell'Amazonas, Mato Grosso e Pará, Paraguay e Argentina nord-occidentale.
Vive nelle foreste decidue e sempreverdi, nelle savane e nelle paludi fino a 700 metri di altitudine.

## Conservazione
La IUCN Red List, considerato il vasto areale e la popolazione presumibilmente numerosa, classifica C.planirostris come specie a rischio minimo (Least Concern)).